# Reichsleiter
Reichsleiter (Rijksleider) was de op een na hoogste politieke rang in de NSDAP na die van de Führer. Reichsleiter was ook een paramilitaire rang en was de hoogste positie in een nazi-organisatie. Hun bevoegdheden waren vergelijkbaar met die van een Reichsminister.
De Reichsleiter legden direct verantwoording af aan Adolf Hitler, onder wiens orders taken werden vervuld in het aan hem toegewezen gebied. De Reichsleiters waren lid van de Reichsleitung van de NSDAP, die zijn zetel had in het zogenoemde "bruine huis" in München.

## Lijst vanReichsleitern
- Max Amann, Reichsleiter voor de pers[2]
- Walter Buch, hoofd van de Oberstes Parteigericht.
- Martin Bormann, hoofd van de partijkanselarij.
- Philipp Bouhler, hoofd van de Kanselarij van de Führer van de NSDAP.
- Richard Walther Darré, Rijksminister van Voedsel en Landbouw.
- Otto Dietrich, Rijksperschef van de NSDAP.
- Franz Ritter von Epp, hoofd van de Kolonialpolitischen Amtes.
- Karl Fiehler, hoofd van het hoofdkantoor voor Gemeentelijke Politiek en burgemeester van München
- Hans Frank, Rijksminister zonder portefeuille.
- Dr. Wilhelm Frick, Rijksminister van Binnenlandse Zaken.
- Dr. Joseph Goebbels, Rijksminister van Propaganda.
- Konstantin Hierl, hoofd van de Reichsarbeitsdienst.
- Heinrich Himmler, Reichsführer-SS en hoofd van de Duitse politie.
- Robert Ley, Rijksorganisatieleider van de NSDAP.
- Viktor Lutze, Stafchef van de NSDAP, SA-Obergruppenführer.
- Alfred Rosenberg, afgevaardigde van de Führer.
- Baldur von Schirach, leider van de Hitlerjugend.
- Franz Xaver Schwarz, penningmeester van de NSDAP, SS-Oberstgruppenführer.
- Wilhelm Grimm, Reichsleiter en voorzitter van de 2e Kamer Oberstes Parteigericht

## Organisatie
1. Rijkspenningmeester
2. Hoofd van de Kanzlei des Führers
3. Hoofd van de Partijkanselarij
4. Voorzitter van het Opperste Partijgerecht
5. Vicevoorzitter van het Opperste Partijgerecht
6. Rijkspropagandaleider
7. Rijksleider voor de Pers
8. Rijksperschef
9. Hoofd van het Kantoor voor Koloniale Politiek
10. Hoofd van het Rijkskantoor voor Landbouwpolitiek en Reichsbauernführer
11. Hoofd van de parlementaire fractie van de NSDAP
12. Hoofd van het Kantoor voor Buitenlandse Politiek en Amt Rosenberg
13. Hoofd van het Juridisch Kantoor
14. Rijksorganisatieleider
15. Reichsführer-SS
16. Stafchef der SA
17. Reichsjugendführer